# گرتا زیمر فریدمن

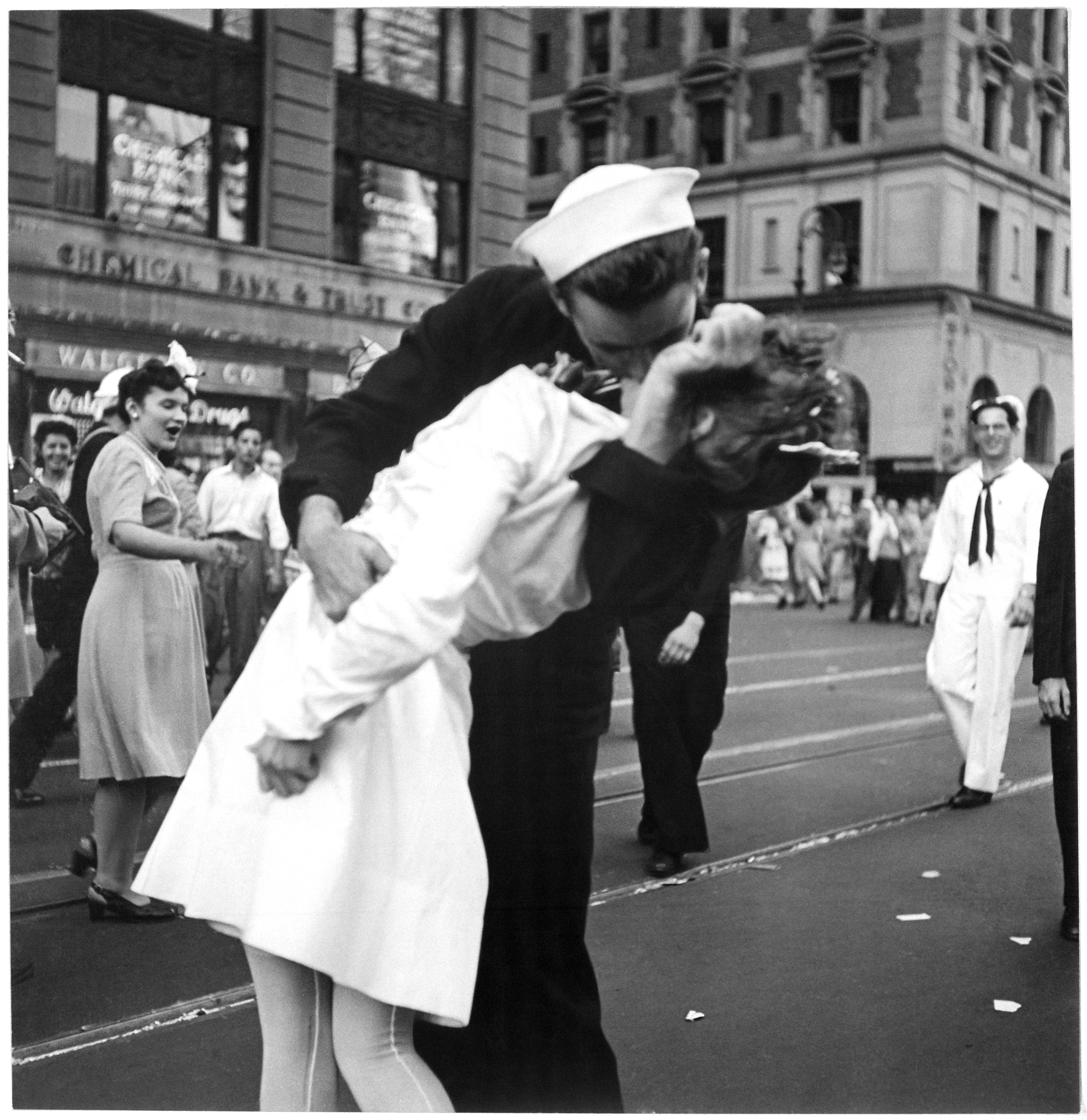

گرتا زیمر فریدمن (انگلیسی: Greta Zimmer Friedman زاده ۵ ژوئن ۱۹۲۴ – درگذشته ۸ سپتامبر ۲۰۱۶) یک دستیار پزشک در زمان جنگ جهانی دوم بود.
خانم فریدمن، در عکس مشهور «بوسه پیروزی جنگ جهانی دوم» حضور داشت. وی در زمان ثبت این تصویر ۲۱ سال سن داشته است. در این عکس گرتا فریدمن و جرج مندوسا، یک ملوان آمریکایی در حال بوسیدن همدیگر هستند. این عکس که در ایالات متحده آمریکا به یکی از ماندگارترین نمادهای جشن پیروزی بر ژاپن تبدیل شده، در روز ۱۴ اوت ۱۹۴۵ توسط آلفرد آیزنشتت در میدان تایمز نیویورک گرفته شد است و نخستین بار در قالب یک مجموعه از جشن پیروزی و پایان جنگ جهانی در مجله لایف منتشر شد.
خانم فریدمن در ۵ ژوئن ۱۹۲۴ در وینر نویشتات اتریش به دنیا آمد و در سال ۱۹۳۹ به همراه خواهرش از اتریش تحت کنترل نازی‌ها به ایالات متحده آمریکا مهاجرت نمود.
خانم فریدمن در ۸ سپتامبر ۲۰۱۶ در سن ۹۲ سالگی بر اثر ذات الریه در بیمارستانی در ریچموند، ویرجینیا درگذشت.